# Natatolana prolixa
Natatolana prolixa är en kräftdjursart som beskrevs av Bruce1986. Natatolana prolixa ingår i släktet Natatolana och familjen Cirolanidae. Inga underarter finns listade i Catalogue of Life.